# Astropecten alatus
Astropecten alatus är en sjöstjärneart som beskrevs av Perrier 1875. Astropecten alatus ingår i släktet Astropecten och familjen kamsjöstjärnor. Inga underarter finns listade i Catalogue of Life.